# NGC 4806
NGC 4806 је спирална галаксија у сазвежђу Хидра која се налази на NGC листи објеката дубоког неба.
Деклинација објекта је - 29° 30' 10" а ректасцензија 12h 56m 12,4s. Привидна величина (магнитуда) објекта NGC 4806 износи 12,7 а фотографска магнитуда 13,4. NGC 4806 је још познат и под ознакама ESO 443-12, MCG -5-31-3, AM 1253-291, IRAS 12535-2914, PGC 44116.